# Shelbyville (Kentucky)
Shelbyville – miasto w Stanach Zjednoczonych, w stanie Kentucky, siedziba administracyjna hrabstwa Shelby.